# Дарбаев, Курман Ергалеевич
Курман Ергалеевич Дарбаев (2 февраля 1932, Ялано-Катайский район, Уральская область — 29 сентября 2017, Мир, Курганская область) — бригадир тракторно-полеводческой бригады совхоза «Катайский» Альменьевского района Курганской области. Герой Социалистического Труда (1971).

## Биография
Курман Ергалеевич Дарбаев родился 2 февраля 1932 года в крестьянской семье в деревне Украинка Ялано-Катайского района Уральской области, ныне деревня не существует, её территория входит в Альменевский муниципальный округ Курганской области. Казах.
После окончания начальной школы тринадцатилетним пареньком начал работать разнорабочим в совхозе «Катайский» Альменьевского района.
В четырнадцать лет пошел работать на комбайн. В 1948 году окончил трехмесячные курсы в Березовской школе механизации сельского хозяйства (ныне ГБПОУ «Березовский агропромышленный техникум», село Советское Куртамышского муниципального округа Курганской области), освоил тяжелый трактор Сталинец-80. В 1955 году, после демобилизации из Советской армии, вновь сел за рычаги своего трактора. В 1959 году назначен механиком байганинского отделения. На отделении засевали 1700 гектаров зерновых и кормовых культур. Техника, за которую отвечал Дарбаев, была всегда в исправном состоянии.
В 1960 году Дарбаев вступил в КПСС. Неоднократно избирался членом бюро райкома КПСС, членом партийного комитета совхоза.
В 1961 году переехал в село Мир (до 9 декабря 1963 года называлось п. ф. № 1 Катайского совхоза), где стал трудиться комбайнёром, а затем бригадиром тракторно-полеводческой бригады. Был ударником труда, часто выступал с инициативами уборки урожая в сжатые сроки, выходил победителем в социалистическом соревновании механизаторов совхоза и района. В 1971 году бригада Дарбаева перешла на безнарядную форму организации труда с оплатой по конечным результатам. Этот почин был широко поддержан и подхвачен в области.
Указом Президиума Верховного Совета СССР от 8 апреля 1971 года Дарбаеву Курману Ергалеевичу присвоено звания Героя Социалистического Труда с вручением ордена Ленина и Золотой медали «Серп и Молот».
Более 45 лет проработал механизатором в совхозе «Катайский».
Жил в селе Мир Шариповского сельсовета Альменевского района Курганской области, ныне село входит в Альменевский муниципальный округ той же области.
Курман Ергалеевич Дарбаев умер 29 сентября 2017 года.

## Награды
- Герой Социалистического Труда, 8 апреля 1971 года
  - Медаль «Серп и Молот»
  - Орден Ленина
- Орден Дружбы народов
- Медаль «За трудовую доблесть»
- Юбилейная медаль «За доблестный труд. В ознаменование 100-летия со дня рождения Владимира Ильича Ленина»
- Медаль «За освоение целинных земель»
- Золотая и серебряная медали ВДНХ СССР.

В Альменевском районе учреждена премия им. Героя Социалистического Труда Дарбаева Курмана Ергалеевича.

## Память
- У входа в парк Победы в селе Мир 5 октября 2018 года состоялось открытие «Аллеи памяти» и памятной плиты, в честь Героя Социалистического Труда Дарбаева Курмана Ергалеевича[6].
- В 2006 году в Альменевском районе учреждена районная премия имени Героя Социалистического Труда Дарбаева.

## Семья
Курман Ергалеевич с женой Гульбикой Мухаметовной жили в большой и дружной семье: у них пятеро детей.
Жена Гильзира Аляльдиновна Дарбаева.